# Springwater Provincial Park (park i Kanada, Ontario)
Springwater Provincial Park är en park i Kanada.   Den ligger i provinsen Ontario, i den sydöstra delen av landet, 300 km väster om huvudstaden Ottawa. Springwater Provincial Park ligger 217 meter över havet.
Terrängen runt Springwater Provincial Park är platt. Runt Springwater Provincial Park är det mycket tätbefolkat, med 1 056 invånare per kvadratkilometer.. Närmaste större samhälle är Barrie, 8,7 km öster om Springwater Provincial Park.
Omgivningarna runt Springwater Provincial Park är en mosaik av jordbruksmark och naturlig växtlighet.